# Livovská Huta
Livovská Huta (1927–1965 slowakisch auch „Ľvovská Huta“ – bis 1927 „Lvovská Huta“; deutsch Hütten, ungarisch Livóhuta – bis 1907 Livóhutta, älter nur Hutta) ist eine Gemeinde im Osten der Slowakei mit 37 Einwohnern (Stand 31. Dezember 2024). Sie gehört zum Okres Bardejov, einem Kreis des Prešovský kraj, und wird zur traditionellen Landschaft Šariš gezählt.

## Geographie
Die Gemeinde befindet sich im Čergov-Gebirge im Quellbereich der Topľa. Das Ortszentrum liegt auf einer Höhe von 640 m n.m. und ist 28 Kilometer von Bardejov entfernt.
Nachbargemeinden sind Lukov im Norden, Livov im Osten, Olejníkov und Hanigovce im Süden, Kamenica im Südwesten sowie Kyjov und Šarišské Jastrabie im Westen.

## Geschichte
Livovská Huta entstand im 17. Jahrhundert und gehörte zum Herrschaftsgebiet von Hertník, im 18. und 19. Jahrhundert war es Besitz der Familie Anhalt. Namentlich wurde das Dorf zum ersten Mal 1773 als Hutta schriftlich erwähnt. Den Namen erhielt der Ort nach einer Glashütte, die Flaschen herstellte und vom 18. Jahrhundert bis 1906 arbeitete. Ab 1856 gab es zusätzlich eine Glasschleiferei. 1828 zählte man 26 Häuser und 200 Einwohner, die als Holzfäller und Weber beschäftigt waren.
Bis 1918 gehörte der im Komitat Sáros liegende Ort zum Königreich Ungarn und kam danach zur Tschechoslowakei beziehungsweise heute Slowakei. Nach dem Untergang der Glashütte ging ein Teil der Einwohner zur Arbeit nach Kružlovská Huta, während andere in örtlichen Sägen arbeiteten. Nach dem Zweiten Weltkrieg arbeitete ein Teil der Einwohner in Industriebetrieben in Städten wie Bardejov.

## Bevölkerung
| Jahr                | 1994 | 2004    | 2014     | 2024     |
| ------------------- | ---- | ------- | -------- | -------- |
| Anzahl der Personen | 59   | 54      | 45       | 37       |
| Unterschied         |      | −8,47 % | −16,66 % | −17,77 % |

| Jahr                | 2023 | 2024    |
| ------------------- | ---- | ------- |
| Anzahl der Personen | 38   | 37      |
| Unterschied         |      | −2,63 % |

Nach der Volkszählung 2011 wohnten in Livovská Huta 51 Einwohner, alle davon Slowaken.
50 Einwohner bekannten sich zur griechisch-katholischen Kirche und ein Einwohner zur Evangelischen Kirche A. B.

## Bauwerke
- griechisch-katholische Jakobskirche aus dem Jahr 1937